# Метод Гаусса — Зейделя решения системы линейных уравнений
Ме́тод Га́усса — Зе́йделя (метод Зейделя, процесс Либмана, метод последовательных замещений) — является классическим итерационным методом решения системы линейных уравнений.
Назван в честь Зейделя и Гаусса.

## Постановка задачи
Возьмём систему:
{\displaystyle A{\vec {x}}={\vec {b}}}, где {\displaystyle A=\left({\begin{array}{ccc}a_{11}&\ldots &a_{1n}\\\vdots &\ddots &\vdots \\a_{n1}&\ldots &a_{nn}\end{array}}\right),\quad {\vec {b}}=\left({\begin{array}{c}b_{1}\\\vdots \\b_{n}\end{array}}\right)}
Или {\displaystyle \left\{{\begin{array}{rcl}a_{11}x_{1}+\ldots +a_{1n}x_{n}&=&b_{1}\\&&\\a_{n1}x_{1}+\ldots +a_{nn}x_{n}&=&b_{n}\end{array}}\right.}
И покажем, как её можно решить с использованием метода Гаусса-Зейделя.

## Метод
Чтобы пояснить суть метода, перепишем задачу в виде
{\displaystyle \left\{{\begin{array}{lcr}a_{11}x_{1}&=&-a_{12}x_{2}-a_{13}x_{3}-\ldots -a_{1n}x_{n}+b_{1}\\a_{21}x_{1}+a_{22}x_{2}&=&-a_{23}x_{3}-\ldots -a_{2n}x_{n}+b_{2}\\\ldots &&\\a_{(n-1)1}x_{1}+a_{(n-1)2}x_{2}+\ldots +a_{(n-1)(n-1)}x_{n-1}&=&-a_{(n-1)n}x_{n}+b_{n-1}\\a_{n1}x_{1}+a_{n2}x_{2}+\ldots +a_{n(n-1)}x_{n-1}+a_{nn}x_{n}&=&b_{n}\end{array}}\right.}
Здесь в {\displaystyle j}-м уравнении мы перенесли в правую часть все члены, содержащие {\displaystyle x_{i}}, для {\displaystyle i>j}. Эта запись может быть представлена как
{\displaystyle (\mathrm {L} +\mathrm {D} ){\vec {x}}=-\mathrm {U} \,{\vec {x}}+{\vec {b}},}
где в принятых обозначениях {\displaystyle \mathrm {D} } означает матрицу, у которой на главной диагонали стоят соответствующие элементы матрицы {\displaystyle A}, а все остальные нули; тогда как матрицы {\displaystyle \mathrm {U} } и {\displaystyle \mathrm {L} } содержат верхнюю и нижнюю треугольные части {\displaystyle A}, на главной диагонали которых нули.
Итерационный процесс в методе Гаусса — Зейделя строится по формуле
{\displaystyle (\mathrm {L} +\mathrm {D} ){\vec {x}}^{(k+1)}=-\mathrm {U} {\vec {x}}^{(k)}+{\vec {b}},\quad k=0,1,2,\ldots }
после выбора соответствующего начального приближения {\displaystyle {\vec {x}}^{(0)}}.
Метод Гаусса — Зейделя можно рассматривать как модификацию метода Якоби. Основная идея модификации состоит в том, что новые значения {\displaystyle {\vec {x}}^{(i)}} используются здесь сразу же по мере получения, в то время как в методе Якоби они не используются до следующей итерации:
{\displaystyle \left\{{\begin{array}{ccccccccccc}{x_{1}}^{(k+1)}&=&c_{12}{x_{2}^{(k)}}&+&c_{13}x_{3}^{(k)}&+&{\ldots }&+&c_{1n}{x_{n}}^{(k)}&+&d_{1}\\{x_{2}}^{(k+1)}&=&c_{21}{x_{1}^{(k+1)}}&+&c_{23}x_{3}^{(k)}&+&{\ldots }&+&c_{2n}{x_{n}}^{(k)}&+&d_{2}\\\ldots &&&&&&&&&&\\{x_{n}}^{(k+1)}&=&c_{n1}{x_{1}^{(k+1)}}&+&c_{n2}{x_{2}^{(k+1)}}&+&{\ldots }&+&c_{n(n-1)}{x_{n-1}}^{(k+1)}&+&d_{n}\end{array}}\right.,}
где
{\displaystyle c_{ij}={\begin{cases}-{\frac {a_{ij}}{a_{ii}}},&j\neq i,\\0,&j=i.\end{cases}}\quad d_{i}={\frac {b_{i}}{a_{ii}}},\quad i=1,\ldots ,n.}
Таким образом, i-я компонента {\displaystyle (k+1)}-го приближения вычисляется по формуле
{\displaystyle x_{i}^{(k+1)}=\sum _{j=1}^{i-1}c_{ij}x_{j}^{(k+1)}+\sum _{j=i}^{n}c_{ij}x_{j}^{(k)}+d_{i},\quad i=1,\ldots ,n.}
Например, при {\displaystyle n=3}:
{\displaystyle x_{1}^{(k+1)}=\sum _{j=1}^{1-1}c_{1j}x_{j}^{(k+1)}+\sum _{j=1}^{3}c_{1j}x_{j}^{(k)}+d_{1}}, то есть {\displaystyle x_{1}^{(k+1)}=c_{11}x_{1}^{(k)}+c_{12}x_{2}^{(k)}+c_{13}x_{3}^{(k)}+d_{1},}
{\displaystyle x_{2}^{(k+1)}=\sum _{j=1}^{2-1}c_{2j}x_{j}^{(k+1)}+\sum _{j=2}^{3}c_{2j}x_{j}^{(k)}+d_{2}}, то есть {\displaystyle x_{2}^{(k+1)}=c_{21}x_{1}^{(k+1)}+c_{22}x_{2}^{(k)}+c_{23}x_{3}^{(k)}+d_{2},}
{\displaystyle x_{3}^{(k+1)}=\sum _{j=1}^{3-1}c_{3j}x_{j}^{(k+1)}+\sum _{j=3}^{3}c_{3j}x_{j}^{(k)}+d_{3}}, то есть {\displaystyle x_{3}^{(k+1)}=c_{31}x_{1}^{(k+1)}+c_{32}x_{2}^{(k+1)}+c_{33}x_{3}^{(k)}+d_{3}.}

## Условие сходимости
Приведём достаточное условие сходимости метода.
|  | Теорема. Пусть {\displaystyle \\|\mathrm {A} _{2}\\|<1}, где {\displaystyle \mathrm {A} _{2}=-(\mathrm {L} +\mathrm {D} )^{-1}\,\mathrm {U} ,\quad (\mathrm {L} +\mathrm {D} )^{-1}} – матрица, обратная к {\displaystyle (\mathrm {L} +\mathrm {D} )}. Тогда при любом выборе начального приближения {\displaystyle {\vec {x}}^{(0)}}: 1. метод Гаусса-Зейделя сходится; 2. скорость сходимости метода равна скорости сходимости геометрической прогрессии со знаменателем {\displaystyle q=\\|\mathrm {A} _{2}\\|}; 3. верна оценка погрешности: {\displaystyle \\|{\vec {x}}^{(k)}-{\vec {x}}\\|=q^{k}\,\\|{\vec {x}}^{(0)}-{\vec {x}}\\|}. |

## Условие окончания
Условие окончания итерационного процесса Зейделя при достижении точности {\displaystyle \varepsilon } в упрощённой форме имеет вид:
{\displaystyle \parallel x^{(k+1)}-x^{(k)}\parallel \leq \varepsilon }
Более точное условие окончания итерационного процесса имеет вид
{\displaystyle \parallel Ax^{(k)}-b\parallel \leq \varepsilon }
и требует больше вычислений. Хорошо подходит для разреженных матриц.

## Пример реализации наPython
```
import
 
numpy
 
as
 
np

def
 
seidel
(
A
,
 
b
,
 
eps
):

    
n
 
=
 
len
(
A
)

    
x
 
=
 
np
.
zeros
(
n
)
  
# zero vector

    
converge
 
=
 
False

    
while
 
not
 
converge
:

        
x_new
 
=
 
np
.
copy
(
x
)

        
for
 
i
 
in
 
range
(
n
):

            
s1
 
=
 
sum
(
A
[
i
][
j
]
 
*
 
x_new
[
j
]
 
for
 
j
 
in
 
range
(
i
))

            
s2
 
=
 
sum
(
A
[
i
][
j
]
 
*
 
x
[
j
]
 
for
 
j
 
in
 
range
(
i
 
+
 
1
,
 
n
))

            
x_new
[
i
]
 
=
 
(
b
[
i
]
 
-
 
s1
 
-
 
s2
)
 
/
 
A
[
i
][
i
]

        
converge
 
=
 
np
.
linalg
.
norm
(
x_new
 
-
 
x
)
 
<=
 
eps

        
x
 
=
 
x_new

```